# Медвед уснаш
Медвед уснаш (Melursus ursinus) је врста сисара из реда звери и породице медведа (Ursidae). Живи на подручју Индијског потконтинента. 

## Изглед
Дуг је 140-190 центиметара, с висином рамена између 60 и 90 центиметара. Просечна тежина медведа уснаша износи 100 килограма, иако може варирати између 55 и 190 килограма. Женке су мање од мужјака и имају више крзна између рамена. Крзно медведа уснаша је дуго, црно и рашчупано, с мало дужим длакама на врату, које могу бити дуге и до 30 центиметара. Њихова улога је у придржавању младунаца док су још мали и представљају лаку мету за грабљивице. Дуго крзно на остатку тела је загонетна особина за медведа тропских крајева. Његова улога би могла да буде слична оној коју има широка, комотна одећа коју носе народи у врелим и сувим подручјима, где нема хладовине. Током еволуције медведа лењивца, индијски потконтинент је претежно био прекривен травним пространствима и шумама са раштрканим жбуноликим дрвећем. На прсима се налази мрља кремастобеле боје у облику слова V или Y. Шапе су доста велике и на њима се налазе српасте канџе које су дуге око 10,5 центиметара. Реп је врло дуг упоређујући га са осталим медведима и дужине је 16-18 центиметара. На ногама нема никаквих длака. Горња усна је издужена и може се растегнути. Предњи кутњаци и кутњаци су мањи него код осталих врста медведа. 

## Понашање
Медвед уснаш може бити активан у било које доба дана, али најчешће ноћу. Дању се скрива у пећинама или у густој вегетацији. За разлику од других медведа, не хибернира, али је неактиван за време великих киша. Иако се чини велик и неспретан, изузетно је добар пењач. Док се храни, производи врло гласне звукове, који се могу чути и на удаљености од 100 метара.

## Исхрана
Име рода Melursus потиче управо из њихове похлепе за медом. Они ће се неуморно пењати по дрвећу и подноси убоде разјарених пчела да би дошли до саћа са медом. Па ипак, мед чини само мали део у њиховој исхрани која обухвата бобице током целе сезоне плодношења. Када њих нема довољно, медвед живи од термита, мрава и других инсеката које проналази помоћу чула мириса. Такође, али ретко, храни се и стрвинама, па чак и малим кичмењацима. Морфолошке прилагођености копању и исхрани инсектима укључују дуге, благо повијене канџе, широко непце за сисање, одсуство два горња секутића и велике, истурене усне.

## Размножавање
Сезона парења траје између маја и јула. Млади долазе на свет у децембру или јануару; гестација траје око 7 месеци. Најчешће се роди један или два мала медведа, ретко три. Млади се рађају слепи, а вид добијају тек након месец дана. Независни постају након 2 до 3 године.

## Распрострањење
Врста је присутна у Бутану, Индији, Непалу и Шри Ланци. Медвед уснаш се налази уз или се незнатно преклапа са ареалом азијског црног медведа, иако је медвед уснаш више низијска врста.

## Станиште
Медвед уснаш има станиште на копну.

## Угроженост
Ова врста се сматра рањивом у погледу угрожености врсте од изумирања.

### Популациони тренд
Популација ове врсте се смањује, судећи по расположивим подацима.

## Култура
Кроз традицију која сеже вековима уназад, Кваладари из Индије, увежбавали су медведе уснаше да „плешући“ проводе живот. Мечиће су узимали из брлога, уклањали им зубе и канџе и стављали конопац или алку у нос или њушку, да би контролисали њихове покрете.